# 武穴街道
武穴街道，是中华人民共和国湖北省黄冈市武穴市下辖的一个乡镇级行政单位。

## 行政区划
武穴街道下辖以下地区：
西新村社区、东新村社区、西菜园社区、钟楼社区、下港社区、正街社区、螺丝旋社区、大桥社区、刘家巷社区、李顶武社区、江家林社区、二里半社区、龙潭社区、下关社区、郭应龙社区、吴谷英社区、朱奇武社区、新矶社区和樟树下社区。